# Immeuble Art nouveau à Dijon
L'immeuble Art nouveau est un édifice situé à Dijon, en Côte-d'Or, en région Bourgogne-Franche-Comté.

## Histoire
Cet immeuble, dont le permis de construire fut délivré le 31 décembre 1906, a été bâti par l'architecte Louis Perreau (1868-1925).
Ses façades et ses toitures sont inscrites au titre des monuments historiques par arrêté du 29 octobre 1975.

## Description
Édifié à l’angle de deux voies, sur un terrain en éventail, cet immeuble Art nouveau présente sur la rue du Château et la rue du Temple deux façades identiques où s’avancent deux oriels sculptés de feuilles de marronniers ; de feuilles de pommiers et de pommes ; de feuilles de noisetiers et de noisettes ; de feuilles de poirier en fleurs. Ces oriels sont terminés par de grandes lucarnes cintrées, couvertes par des toitures à croupe ronde débordante. Les deux façades sont reliées par un pan coupé, tourné vers la place Grangier, qui est couronné au niveau de la toiture par un fronton de pierre sculpté de feuilles de vigne et de grappes de raisin. Le rez-de-chaussée est occupé par des magasins dont les devantures, heureusement préservées pour la plupart, participent par leurs lignes Art nouveau à l'unité de style de l'immeuble. 
L'immeuble voisine avec la poste Grangier, qui a été édifiée de 1907 à 1909 par le même architecte mais dans un style beaucoup moins novateur, inspiré du Louis XVI. 